# 1990년 한국프로야구 신인 드래프트
1990년 한국프로야구 신인선수 지명회의는 지역 연고를 바탕으로 한 '1차 지명'과 지역 연고에 상관없이 지명하는 '2차 지명'으로 이루어져 있다. 그리고 신생팀 쌍방울 레이더스를 위해 특별우선지명권 10장을 2차 지명 이전에 행사할 수 있게 하였다.
한편, 1985년 11월 6일 개최된 1986년 드래프트  이후 4년 만에 고교생 1차지명자(김성한)(천안북일고)가 나왔으나 동아대 진학으로 급선회하여 이뤄지지 못했다.

## 1차 지명
- 구단 순서는 A~Z, 가나다 순.

※이름에 가로줄이 그어진 것은 구단이 해당 선수에 대한 지명권을 포기했음을 의미함.
| 구단            | 성명       | 출신학교                | 포지션 | 지명순위 |
| --------------- | ---------- | ----------------------- | ------ | -------- |
| LG 트윈스       | 김동수     | 서울고-한양대           | 포수   | 1순위    |
| LG 트윈스       | 이병훈     | 선린상고-고려대         | 외야수 | 2순위    |
| OB 베어스       | 임형석     | 서울고-한양대           | 내야수 | 1순위    |
| OB 베어스       | 김경원     | 동대문상업고등학교      | 투수   | 2순위    |
| 롯데 자이언츠   | 김도형     | 마산상고-경성대학교     | 투수   | 1순위    |
| 롯데 자이언츠   | 공필성     | 마산상고-경성대         | 내야수 | 2순위    |
| 빙그레 이글스   | 김성한     | 천안북일고등학교        | 투수   | 1순위    |
| 빙그레 이글스   | 지화동     | 천안북일고-동국대학교   | 내야수 | 2순위    |
| 삼성 라이온즈   | 이태일     | 경주고등학교-영남대학교 | 투수   | 1순위    |
| 삼성 라이온즈   | 최현준     | 대구고등학교-한양대학교 | 투수   | 2순위    |
| 쌍방울 레이더스 | 박찬홍     | 군산상고-원광대학교     | 투수   | 1순위    |
| 쌍방울 레이더스 | 최해식     | 군산상고-건국대         | 포수   | 2순위    |
| 태평양 돌핀스   | 최광천     | 인천고-원광대           | 포수   | 1순위    |
| 태평양 돌핀스   | 김경기     | 인천고-고려대학교       | 내야수 | 2순위    |
| 해태 타이거즈   | 정회열     | 광주일고-연세대         | 포수   | 1순위    |
| 해태 타이거즈   | (故)이호성 | 광주일고-연세대         | 외야수 | 2순위    |

※서울지역 1차 지명 우선권은 LG 트윈스에 있었음.

## 쌍방울 특별우선지명
- 선수 순서는 성명을 기준으로 가나다순.

| 성명   | 출신학교                      | 포지션 |
| ------ | ----------------------------- | ------ |
| 공봉구 | 영흥고등학교-영남대학교       | 포수   |
| 구대진 | 대전고등학교-경남대학교       | 투수   |
| 김경수 | 서울고등학교-연세대학교       | 내야수 |
| 김기완 | 동대문상업고등학교-한양대학교 | 투수   |
| 김석기 | 광주제일고등학교-연세대학교   | 투수   |
| 김호   | 마산고등학교-경성대학교       | 내야수 |
| 윤혁   | 배재고등학교-고려대학교       | 외야수 |
| 장희현 | 대구고등학교-한양대학교       | 외야수 |
| 정윤원 | 동대문상업고등학교-한양대학교 | 투수   |
| 최태곤 | 동래고등학교-동아대학교       | 투수   |

## 2차 지명
2차 지명 구단 순서는 1989년 리그 순위의 역순이다.
신생 구단인 쌍방울 레이더스는 마지막 순서로 선수를 지명하게 되었다.
※이름에 가로줄이 그어진 것은 구단이 해당 선수에 대한 지명권을 포기했음을 의미함.
| 지명 순위 | 롯데                          | LG                            | OB                     | 삼성                   | 태평양                        | 빙그레                 | 해태                   | 쌍방울               |
| --------- | ----------------------------- | ----------------------------- | ---------------------- | ---------------------- | ----------------------------- | ---------------------- | ---------------------- | -------------------- |
| 1         | 손길호 (성균관대,내야)        | 최우석 (중앙대,투수)          | 서준룡 (성균관대,내야) | 김우현 (성균관대,외야) | 이용호 (건국대,투수)          | 진상봉 (포항제철,외야) | 기영록 (성균관대,포수) | 정인조 (상무,투수)   |
| 1         | 유충돌 (성균관대,내야)        | 최우석 (중앙대,투수)          | 서준룡 (성균관대,내야) | 김우현 (성균관대,외야) | 이용호 (건국대,투수)          | 진상봉 (포항제철,외야) | 기영록 (성균관대,포수) | 정인조 (상무,투수)   |
| 2         | 김종헌 (경성대,외야)          | 구동환 (상무,외야)            | 조정수 (동국대,투수)   | 장길영 (계명대,투수)   | 강광회 (제물포고-건국대,외야) | 박상익 (한국전력,외야) |                        | 임기정 (고려대,포수) |
| 3         | 전봉석 (마산상고-경성대,포수) | 김선진 (광주일고-연세대,내야) | 김상진 (청강고,투수)   | 주동욱 (제물포고,투수) | 최용철 (연세대,내야)          |                        |                        | 전성호 (중앙대,투수) |
| 4         |                               | 김성재 (영남대,내야)          | 한형탁 (포철공고,투수) | 박홍철 (중앙대,내야)   | 김력 (동아대,투수)            |                        |                        | 김종수 (경남대,투수) |
| 5         |                               | 박승암 (인하대,투수)          | 김만조 (마산상고,투수) |                        | 조웅천 (순천상고,투수)        |                        |                        | 김영운 (계명대,내야) |
| 6         |                               | 오정민 (성균관대,투수)        |                        |                        | 조영상 (인천고,투수)          |                        |                        | 소상필 (경성대,외야) |
| 7         |                               | 김명환 (경희대,투수)          |                        |                        | 정운영 (동국대,내야)          |                        |                        |                      |
| 8         |                               | 김종철 (원광대,투수)          |                        |                        |                               |                        |                        |                      |
| 9         |                               | 김성일 (한양대,외야)          |                        |                        |                               |                        |                        |                      |
| 10        |                               | 박종욱 (동국대,외야)          |                        |                        |                               |                        |                        |                      |